# PHX Arena

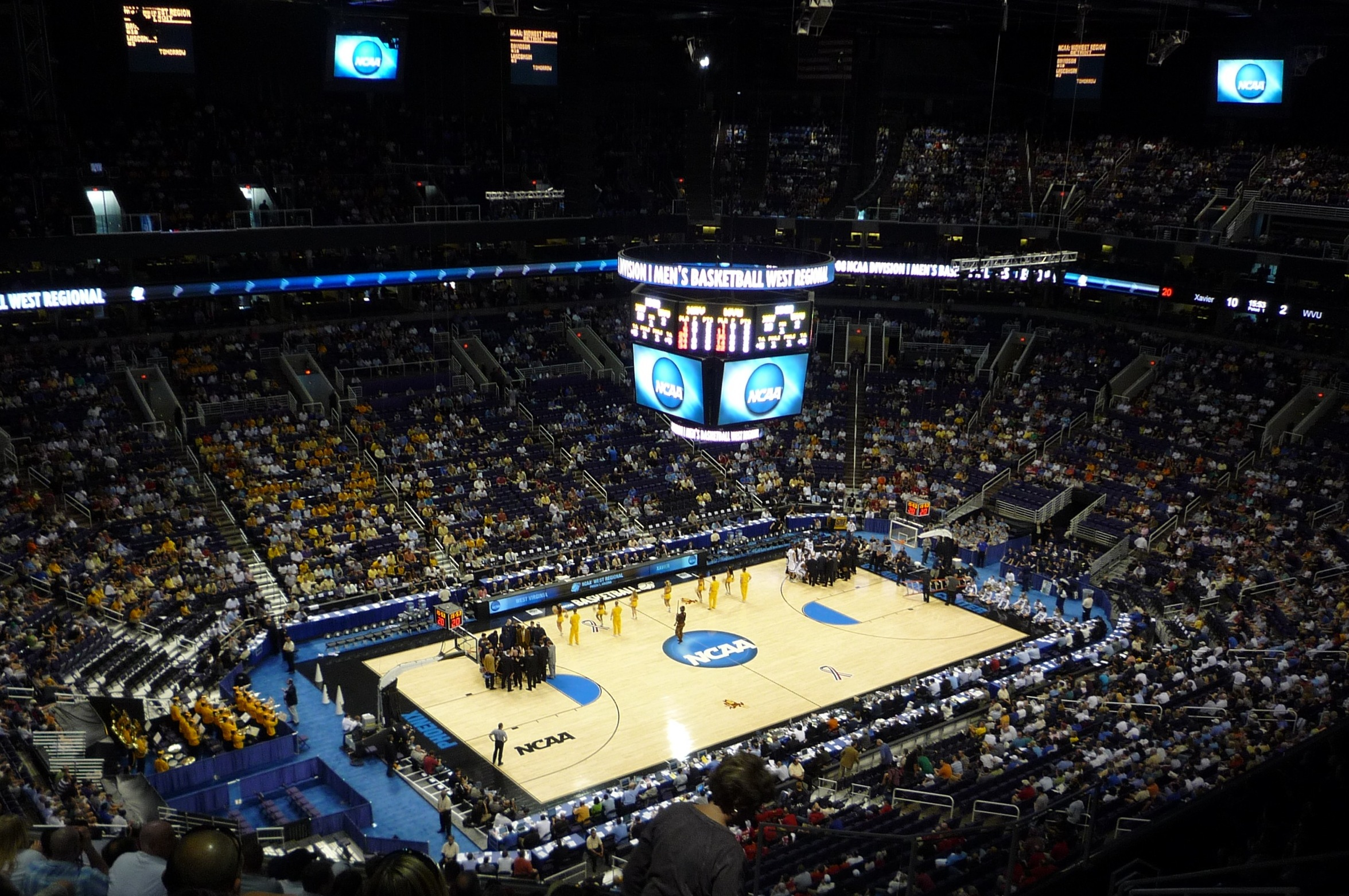
Arenans innandöme.

PHX Arena, tidigare kallad America West Arena, US Airways Center, Talking Stick Resort Arena, Phoenix Suns Arena och Footprint Center, är hemmaarena för den amerikanska basketklubben Phoenix Suns i National Basketball Association (NBA).
Arenan, som invigdes den 1 juni 1992, har en publikkapacitet som uppgår till cirka 18 000 åskådare vid maximalt utnyttjande.